# Phaedranassa tunguraguae
Phaedranassa tunguraguae är en amaryllisväxtart som beskrevs av Pierfelice Ravenna. Phaedranassa tunguraguae ingår i släktet Phaedranassa och familjen amaryllisväxter. Inga underarter finns listade i Catalogue of Life.